# Michael Sullivan (művészettörténész)
Michael Sullivan (Toronto, 1916. október 29. – Oxford, 2013. szeptember 28.; kínai neve pinjin hangsúlyjelekkel: Sū Lìwén; magyar népszerű: Szu Li-ven; hagyományos kínai: 蘇立文; egyszerűsített kínai: 苏立文 ) kanadai születésű brit művészettörténész, műgyűjtő, sinológus.

## Élete és munkássága
Sullivan hároméves volt, amikor a családja Kanadából áttelepült az Egyesült Királyságba. Iskoláját a Rugby Schoolon végezte, majd 1939-ben a Cambridge-i Egyetemen diplomázott építészetből. 1940-től 1946-ig a Nemzetközi Vöröskereszt tagjaként kínában dolgozott, ahol Csengtuban muzeológusként is tevékenykedett. Itt találkozott későbbi feleségével, Wu Huannal (Khoan), aki biológusi karrierjét adta fel azért, hogy férjét munkájában is támogassa. Sullivan 1952-ben doktorált Harvard Egyetemen, majd a posztodktori tanulmányait Bollingenben végezte. Többször fordult meg előadóként a Szingapúri Egyetemen, majd 1960-ban a londoni School of Oriental and African Studies oktatója lett. 1966-tól 1984-ig a Stanford Egyetem keleti művészet tanszékét vezette. 1973-tó 1974-ig az Oxfordi Egyetem professzora volt. Mintegy négyszáz, ritka, kínai műalkotásból álló gyűjteményét az oxfordi Ashmolean Múzeumra hagyta, amelyben az emlékére egy kiállítótermet neveztek el róla.

### Főbb művei
- The Birth of Landscape Painting in China. University of California Press (1962)
- Symbols of Eternity, Oxford University Press, 1979, ISBN 978-0-19-817351-9
- The Birth of Landscape Painting in China: The Sui and Tang dynasties. University of California Press (1980). ISBN 978-0-520-03558-4
- The Meeting of Eastern and Western Art. University of California Press (1989). ISBN 978-0-520-05902-3
- Art and Artists of Twentieth Century China. University of California Press (1996). ISBN 978-0-520-07556-6
- The Arts of China. University of California Press (1973). ISBN 978-0-520-02548-6; University of California Press, 1984, ISBN 978-0-520-04918-5
- Michael Sullivan. Modern Chinese art: the Khoan and Michael Sullivan collection. Ashmolean Museum (2001). ISBN 978-1-85444-165-2[halott link]